# Medal Tybetu
Medal Tybetu (ang. Tibet Medal) – jeden z medali kampanii brytyjskich, usankcjonowany 1 lutego 1905 roku.

## Zasady nadawania
Medal był nadawany uczestnikom Ekspedycji Tybetańskiej i towarzyszącym im żołnierzom pomiędzy 13 grudnia 1903 i 24 września 1904.

## Klamry medalu
- GYANTSE

za uczestnictwo w operacji Gyantse między 5 maja i 6 czerwca 1904

## Opis medalu
Awers: przedstawia popiersie króla Edwarda VII z inskrypcją EDWARDVS VII KAISAR I HIND
Rewers: przedstawia Pałac Potala w Lhasie, pod spodem napis TIBET 1903-4